# П'ята хвиля російської еміграції
П'ята хвиля російської еміграції — умовно п'ята хвиля, якщо рахувати з 1917 року і ігнорувати попередні хвилі еміграції — масова еміграція з Росії, яка почалася з 2000 року, після захоплення влади «корпорацією» ФСБ на чолі з Путіним та встановленням в країні спочатку режиму керованої з Кремля так званої «суверенної демократії», або «диктатури брехні», а саме — імітації наявності державних правових та демократичних інститутів. А з часом перетворення її на класичну «диктатуру жаху», а саме - повноцінного терористичного фашистського тоталітарного режиму, який отримав назву «рашизм».
- Динаміка цієї хвилі нарастало поступово, імпульсами—«поштовхами»: після початку Другої чеченської війни та розгортання ФСБ в країні великої серії терористичих актів (найбільш відомі Норд-Ост та масове вбивство дітей у Беслані).
- Після ліквідації свободи ЗМІ (справа «Медіа-Мост» та захоплення НТВ) та серії вбивств відомих журналістів, після захоплення фірми ЮКОС, арешта її керівництва та скорочення економічних свобод для підприємців.

Вона прискорилася після подій на Болотній площі і повернення Путіна в 2012 році на пост президента. Другий пік міграції припадає на 2014 рік після анексії Криму.
Ця хвиля характеризується тим, що Російську Федерацію залишали освічені та успішні жителі великих міст, часто з політичних причин: скорочення прав і свобод, наростання репресій та страху, відсутність перспектив.